# Estação Ventura Rodríguez
Ventura Rodríguez é uma estação da Linha 3 do Metro de Madrid.

## História
Ela é uma homenagem ao arquiteto com o mesmo nome que remodelou Madrid. A rua da Princesa (calle de la Princesa) que fica acima da Estação, foi construída em 1869. 
A estação foi inaugurada em 15 de julho de 1941, e redesenhada e reformada nos anos 2003-2006.